# Molothrus rufoaxillaris
El vaquero gritón  (Molothrus rufoaxillaris), también denominado tordo chillón, mirlo de pico corto y tordo de pico corto, es una especie de ave paseriforme de la familia Icteridae que vive en Sudamérica.

## Distribución y hábitat
Se encuentra en los herbazales y pastizales de Argentina, Bolivia, Brasil, Paraguay, Uruguay y recientemente en Chile.